# قطعنامه ۱۷۰۳ شورای امنیت
قطعنامه ۱۷۰۳ شورای امنیت سازمان ملل متحد که در تاریخ ۱۸ اوت ۲۰۰۶ تصویب شد، سندی بین‌المللی دربارهٔ بررسی وضعیت تیمور شرقی است. این قطعنامه طی نشست ۵۵۱۴ام با ۱۵ رای موافق، ۰ مخالف و ۰ ممتنع تصویب شد.